# Inspectah Deck
Inspectah Deck, pseudonimo di Jason Richard Hunter (New York, 6 luglio 1970), è un rapper e produttore discografico statunitense, membro del collettivo hip hop Wu-Tang Clan. È una figura cardine del gruppo sin dai tempi del disco di debutto.

## Biografia
Nato nel Bronx, Inspectah Deck si trasferisce da bambino a Staten Island, precisamente nei quartieri di Park Hill (Clifton), frequentando le stesse scuole dei futuri membri del Wu-Tang Clan (Raekwon, Ghostface Killa e Method Man). È uno dei componenti meno conosciuti del gruppo, nonostante ne faccia parte sin dai tempi di Enter the Wu-Tang (36 Chambers) (1993), progetto al quale lavora dopo aver scontato una pena in galera. È proprio in prigione che Deck acquisisce il nomignolo di "Inspectah" per il suo spirito silenzioso ed osservatore. In ogni caso già nel primo lavoro del gruppo diventa una figura di prestigio, essendo il primo a rappare su Protect Ya Neck, primo singolo underground. Consegna anche una strofa per il pluri-decorato singolo C.R.E.A.M.. Compare così nei progetti paralleli e nei lavori solisti Wu-Tang come Liquid Swords di GZA o Only Built 4 Cuban Linx... di Raekwon the Chef.
L'uscita prevista per il suo disco di debutto era prevista per il periodo 1994-1997 ma per ragioni non espresse viene rimandata invece a  dopo la pubblicazione del secondo disco del gruppo. Nel frattempo, nel 1995 Deck realizza la sua prima traccia da solista, Let Me at Them, per la colonna sonora di Tales from the Hood.
Dispensa per Wu-Tang Forever (1997 Loud Records) esibizioni e punti culminanti, riproponendosi come MC d'apertura nel singolo Triumph (proprio come in Protect Ya Neck) e come solista in The City, pezzo con campionamento di Stevie Wonder. L'album vanta inoltre la prima produzione di Inspectah Deck, la cupa Visionz, e apre la strada al disco di debutto Uncontrolled Substance (1999 Loud Records), per il quale produce gran parte dei beats, dimostrando un'influenza funk anni settanta che si distacca radicalmente dal suono delle altre produzioni Wu-Tang. Oltre le produzioni proprie, Deck ospita contributi da RZA, True Master, 4th Disciple, Mathematics e Pete Rock. Il disco non vende benissimo ma riceve critiche per lo più positive. Tra il 1999 e la realizzazione del terzo disco del Wu-Tang Clan, The W, Deck continua a collaborare ai progetti solisti dei compagni, tra i quali Beneath The Surface di GZA, Bobby Digital In Stereo di RZA e Tical 2000: Judgement Day di Method Man.
Nel 2003 Inspectah realizza il suo secondo album, The Movement, prodotto per la maggior parte da Ayatollah. Rispetto all’album di debutto, The Movement è più orientato al successo commerciale. Come per il primo disco, un buon risultato in campo vendite e recensioni diverse ma generalmente positive.
The Rebel INS torna nel 2006 con The Resident Patient, titolo derivante da The Adventure of the Resident Patient, racconto di Sherlock Holmes tratto da Le memorie di Sherlock Holmes. Alle produzioni RZA, Cilvaringz, Psycho Les, e lo stesso Deck. Collaborano U-God e Masta Killa del Wu-Tang Clan e la crew di Inspectah, The Housegang.
Lo stesso anno Hunter viene arrestato con l'accusa di assalto di secondo grado e sconta 36 giorni di prigione. Al suo rilascio annuncia d'aver scritto due screenplay.

## Alias
- Rebel INS (la sua tag come writer)
- Fifth Brother (dal film 8 Diagram Pole Fighter)
- Rollie Fingers
- Manifesto
- Charliehorse
- Ayatollah

## Discografia

### Album
Solista
- 1999 – Uncontrolled Substance
- 2003 – The Movement
- 2006 – The Resident Patient
- 2010 – Manifesto
- 2019 – Chamber No. 9

con Czarface
- 2013 – Czarface
- 2015 – Every Hero Needs a Villain
- 2016 – A Fistful of Peril
- 2017 – First Weapon Drawn
- 2018 – Czarface Meets Metal Face (con MF Doom)
- 2019 – Czarface Meets Ghostface (con Ghostface Killah)
- 2019 – Double Dose of Danger
- 2019 – The Odd Czar Against Us
- 2021 – Super What? (con MF Doom)

Mixtape
- 2008 – The Resident Patient 2
- 2013 – DrumLorD SkillionairE
- 2014 – Cynthia's Son